# Буэно-и-Монреаль, Хосе Мария
Хосе Мария Буэно-и-Монреаль (исп. José María Bueno Monreal; 11 сентября 1904, Сарагоса, Испания — 20 августа 1987, Памплона, Испания) — испанский кардинал. Епископ Хаки с 1 декабря 1945 по 13 мая 1950. Епископ Витории с 13 мая 1950 по 27 октября 1954. Титулярный архиепископ Антиохии ди Писидии и коадъютор, с правом наследования Севильи с 27 октября 1954 по 20 октября 1955. Апостольский администратор sede plena Севильи с 20 октября 1955 по 8 апреля 1957. Архиепископ Севильи с 8 апреля 1957 по 22 мая 1982. Кардинал-священник с 15 декабря 1958, с титулом церкви Санти-Вито-Модесто-э-Крешенция с 18 декабря 1958.

## Источник
- Информация  (англ.)